# Distretto di Gubadag
Il distretto di Gubadag è un distretto del Turkmenistan situato nella provincia di Daşoguz. Ha per capoluogo la città di Gubadag.